# Walkmühle (Bayreuth)
Walkmühle ist Gemeindeteil der kreisfreien Stadt Bayreuth im bayerischen Regierungsbezirk Oberfranken. Walkmühle liegt in der Gemarkung Laineck.

## Geografie
Die ehemalige Einöde ist mittlerweile Haus Nr. 4, 6 und 8 der Steinachstraße, die von Laineck nach St. Johannis führt. Die Anwesen liegen an der Warmen Steinach, die unmittelbar südlich als rechter Zufluss in den Roten Main mündet.

## Geschichte
Walkmühle wurde bereits vor 1728 als Marmormühle angelegt und ist heute noch als Schneidmühle in Betrieb. 
Gegen Ende des 18. Jahrhunderts bestand Walkmühle aus einem Anwesen. Die Hochgerichtsbarkeit stand dem bayreuthischen Stadtvogteiamt Bayreuth zu. Die Grundherrschaft über die Mühle hatte das Amt St. Johannis. Walkmühle gehörte zur Realgemeinde Laineck.
Von 1797 bis 1810 unterstand der Ort dem Justiz- und Kammeramt Bayreuth. Mit dem Gemeindeedikt wurde Walkmühle dem 1812 gebildeten Steuerdistrikt Sankt Johannis und der Ruralgemeinde Laineck zugewiesen. Am 1. Juli 1972 wurde Walkmühle im Zuge der Gebietsreform in Bayern nach Bayreuth eingemeindet.

### Einwohnerentwicklung
| Jahr      | 001819 | 001822 | 001861 | 001871 | 001885 | 001900 | 001925 | 001950 | 001961 | 001970 | 001987 |
| Einwohner | *      | 18     | 12     | 7      | 8      | 9      | 7      | 18     | 16     | 7      | *      |
| Häuser    |        | 1      |        |        | 1      | 1      | 1      | 3      | 3      |        | *      |
| Quelle    | [ 7 ]  | [ 5 ]  | [ 8 ]  | [ 9 ]  | [ 10 ] | [ 11 ] | [ 12 ] | [ 13 ] | [ 14 ] | [ 15 ] | [ 16 ] |

## Religion
Walkmühle ist evangelisch-lutherisch geprägt und nach St. Johannis gepfarrt.